# Уошингтън (окръг, Колорадо)
Окръг Уошингтън (на английски: Washington County) е окръг в щата Колорадо, Съединени американски щати. Площта му е 6537 km², а населението - 4938 души (2017). Административен център е град Акрън.